# Квартира (повесть Ставецкого)
Квартира — повесть ростовского писателя Вячеслава Ставецкого, вошедшая в финал премии Дебют 2015 года и опубликованная в 2016 году в майском номере журнала Знамя.

## Сюжет
Действие повести происходит в октябре 1942 года, во время Сталинградской битвы. Рядовой союзной нацистской Германии румынской армии Иосиф Григориану, бывший студент консерватории, учившийся на скрипача, оказывается в пустой кваритире с заваленным после бомбёжки выходом.

## Реакция
Финалист Большой книги 2019 года Григорий Служитель охарактеризовал повесть Ставецкого как трогательную и прекрасно написанную.
Новгородская писательница Кристина Гептинг, лауреат премии Лицей 2017 года, назвала повесть антивоенным гимном, обязательным к прочтению. Евгений Ермолин, участвовавший в 2015 году в жюри «Дебюта», в свою очередь, охарактеризовал «Квартиру» как «один из ярчайших манифестов современного пацифизма», и, в то же время «экзистенциальную мистерию одиночества и невыходимости из фатальных обстоятельств».
Повесть вошла в короткий список премии Дебют 2015 года в номинации «крупная проза», а в следующем году была отмечена премией журнала «Знамя» в номинации «Дебют», а в 2018 году Ставецкий был награждён за эту книгу премией им. В. П. Астафьева.